# 富山県道289号臼中福光線
富山県道289号臼中福光線（とやまけんどう289ごう うすなかふくみつせん）は、富山県南砺市内を通る一般県道（富山県道）である。

## 概要

### 路線データ
- 起点：富山県南砺市臼中字東島414番2[1]（＝臼中ダム）
- 終点：富山県南砺市天神町6846[1]（＝富山県道10号金沢湯涌福光線交点）

## 歴史
- 1960年（昭和35年）4月23日：路線認定[1][2]

## 路線状況

### 重複区間
- 富山県道292号城端嫁兼線（南砺市樋瀬戸・樋瀬戸橋南詰 - 同市嫁兼）
- 国道304号（南砺市高宮 - 同市荒木）

## 地理

### 通過する自治体
- 富山県南砺市

### 接続道路
- 富山県道292号城端嫁兼線（南砺市樋瀬戸・樋瀬戸橋南詰）
- 富山県道292号城端嫁兼線（南砺市嫁兼）
- 富山県道291号才川七城端線（南砺市土生新）
- 国道304号（南砺市高宮）
- 国道304号（南砺市荒木）
- 富山県道10号金沢湯涌福光線（南砺市天神町：終点）

### 周辺
- 小矢部川
  - 打尾川
- 臼中ダム
- 東太美簡易郵便局
- 南砺自動車学校
- 南砺市営ひまわり団地
- 南砺警察署
- 南砺市福光 福祉の家「光龍館」
- 南砺市福光公園
- 南砺市棟方志功記念館「愛染苑」